# Соловьёв, Алексей Александрович (футболист)
Алексей Александрович Соловьев (15 марта 1996, Москва) — российский футболист, полузащитник киргизского клуба «Барс».

## Биография
С семи лет занимался футболом в академии московского «Локомотива». Первый тренер — Сергей Александрович Клочков. На взрослом уровне начинал свою карьеру в пензенском «Зените». Затем полузащитник перешел в «Армавир», в составе которого он дебютировал в ФНЛ. Он помог южному клубу закрепиться в подэлитном дивизионе, но он отказался с ним продлевать контракт из-за травмы. Свою карьеру хавбек продолжил в другом коллективе ФНЛ — воронежском «Факеле» однако в начале 2021 году Соловьев покинул команду, досрочно расторгнув с ней контракт.
Сезон 2022/23 футболист начал в липецком «Металлурге» и являлся одним из его лидеров. В стане «сталеваров» его прозвали «компьютером обороны». Но по ходу турнира Соловьев ушел в костромской «Спартак».
В 2024 году выступал за подмосковный «Леон Сатурн» и являлся его капитаном.
Затем Алексей Соловьев решил попробовать себя зарубежом. Он подписал контракт с клубом киргизской Премьер-Лиги «Барс» (Каракол). Дебютировал в местной элите россиянин 10 марта 2025 года в матче против «Азиягола» (1:1).

## Достижения
- Победитель зоны «Юг» Первенства ПФЛ (2): 2017/18, 2020/2021.
- Серебряный призер группы «1» Первенства ПФЛ (1): 2021/22.
- Бронзовый призер группы «2» Первенства ПФЛ (1): 2022/23.
- Бронзовый призер Дивизиона «Б» Второй лиги (1): 2024 (группа «2»).